# 2 janvier 1934
Le mardi 2 janvier 1934 est le 2e jour de l'année 1934.

## Naissances
- Abdel Wael Zwaiter (mort le 16 octobre 1972), traducteur palestinien
- Al Torres (mort le 16 juin 1971), catcheur mexicain
- Marcello Aliprandi (mort le 26 août 1997), cinéaste italien
- René Monié, joueur français de rugby à XV
- Tonino Costanzo (mort le 21 décembre 2014), joueur et entraîneur italien de basket-ball
- George William Coventry, 11e comte de Coventry, mort le 14 juin 2002, pair héréditaire britannique et un homme politique du Parti conservateur.

## Décès
- Ivan Fiodorovitch Bostrem (né en 1857), amiral russe
- Jean de Madre (né le 17 septembre 1862), joueur de polo français
- Pierre de La Gorce (né le 29 juin 1846), historien et magistrat français
- René Donnio (né le 20 août 1889), acteur français